# Chamelania
Chamelania là một chi bướm đêm thuộc phân họ Tortricinae của họ Tortricidae.

## Các loài
- Chamelania auricoma Razowski & Pelz, 2003
- Chamelania jaliscana Razowski, 2001